# Mladotice
Mladotice är en ort i Tjeckien.   Den ligger i regionen Plzeň, i den västra delen av landet, 80 km väster om huvudstaden Prag. Mladotice ligger 365 meter över havet och antalet invånare är 552.
Terrängen runt Mladotice är huvudsakligen platt, men norrut är den kuperad. Mladotice ligger nere i en dal. Runt Mladotice är det ganska glesbefolkat, med 47 invånare per kvadratkilometer. Närmaste större samhälle är Plasy, 5,9 km söder om Mladotice. I omgivningarna runt Mladotice växer i huvudsak blandskog.